# Rue Bossuet (Nantes)
Pour les articles homonymes, voir Rue Bossuet.
La rue Bossuet est une voie de Nantes, en France.

## Situation et accès
Située dans le centre-ville de Nantes, la rue Bossuet, qui relie la rue du Moulin à la rue des Trois-Croissants, est pavée et ouverte à la circulation automobile. Elle ne rejoint aucune autre voie.

## Origine du nom
Elle porte le nom de Jacques-Bénigne Bossuet (1627-1702), Évêque de Meaux et écrivain.

## Historique
La rue est appelée « rue Petite-Notre-Dame », puis, par déformation, « petite rue Notre-Dame », en raison de la présence de la chapelle Notre-Dame-de-Toutes-Joies (à ne pas confondre avec l'église homonyme). Appelée « rue Tintoret » pendant la Révolution (du surnom de Jacopo Robusti, dit « Le Tintoret », peintre italien de la Renaissance), elle porte ensuite le nom de « rue Bossuet ».

## Bâtiments remarquables et lieux de mémoire
Au nos 3 et 5, deux maisons à colombages datant du XVe siècle, sont inscrites au titre des monuments historiques depuis le 15 juin 1954.